# Humbracht (Patriziergeschlecht)

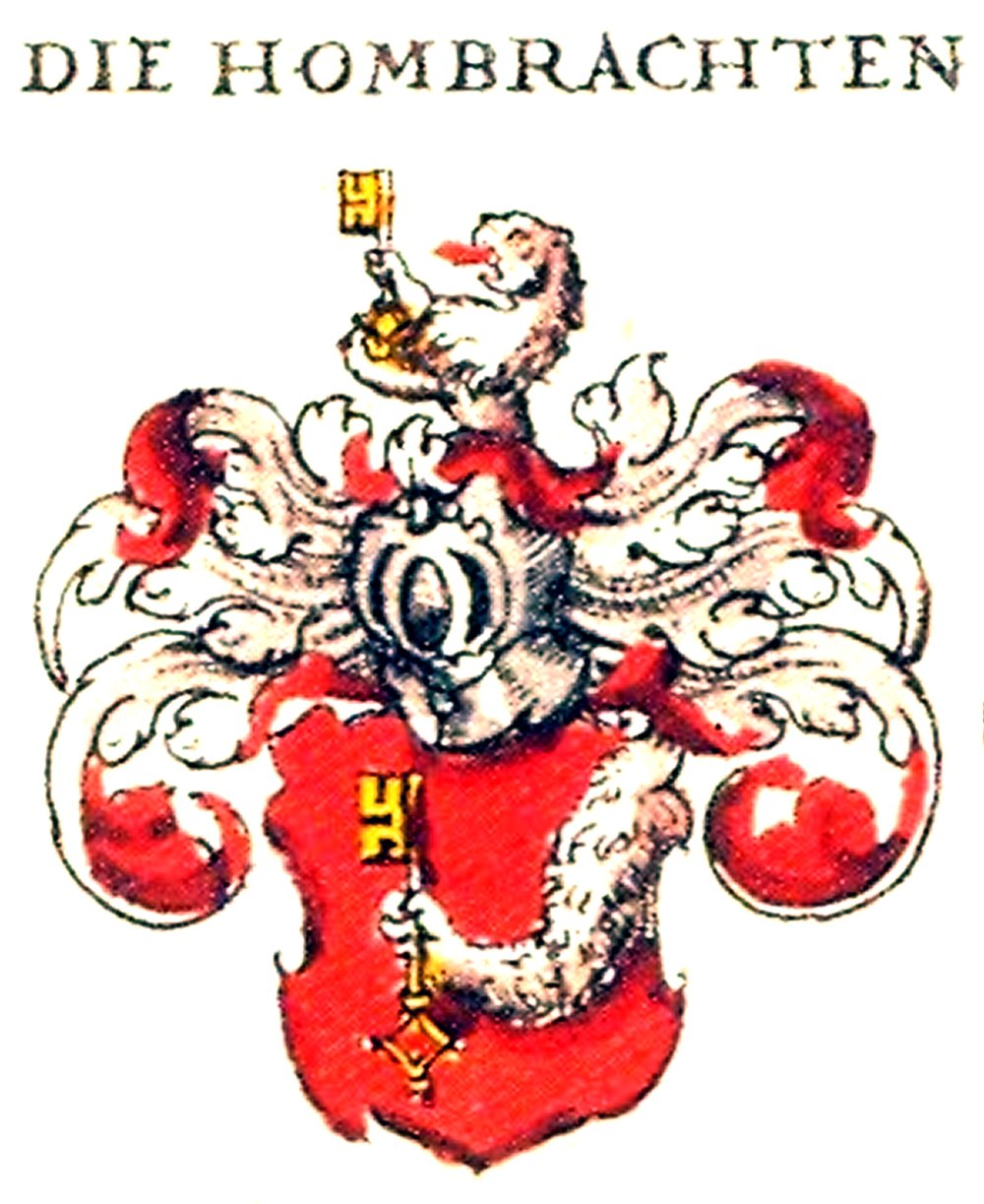
Wappen der Familie von Humbracht, Frankfurt um 1605

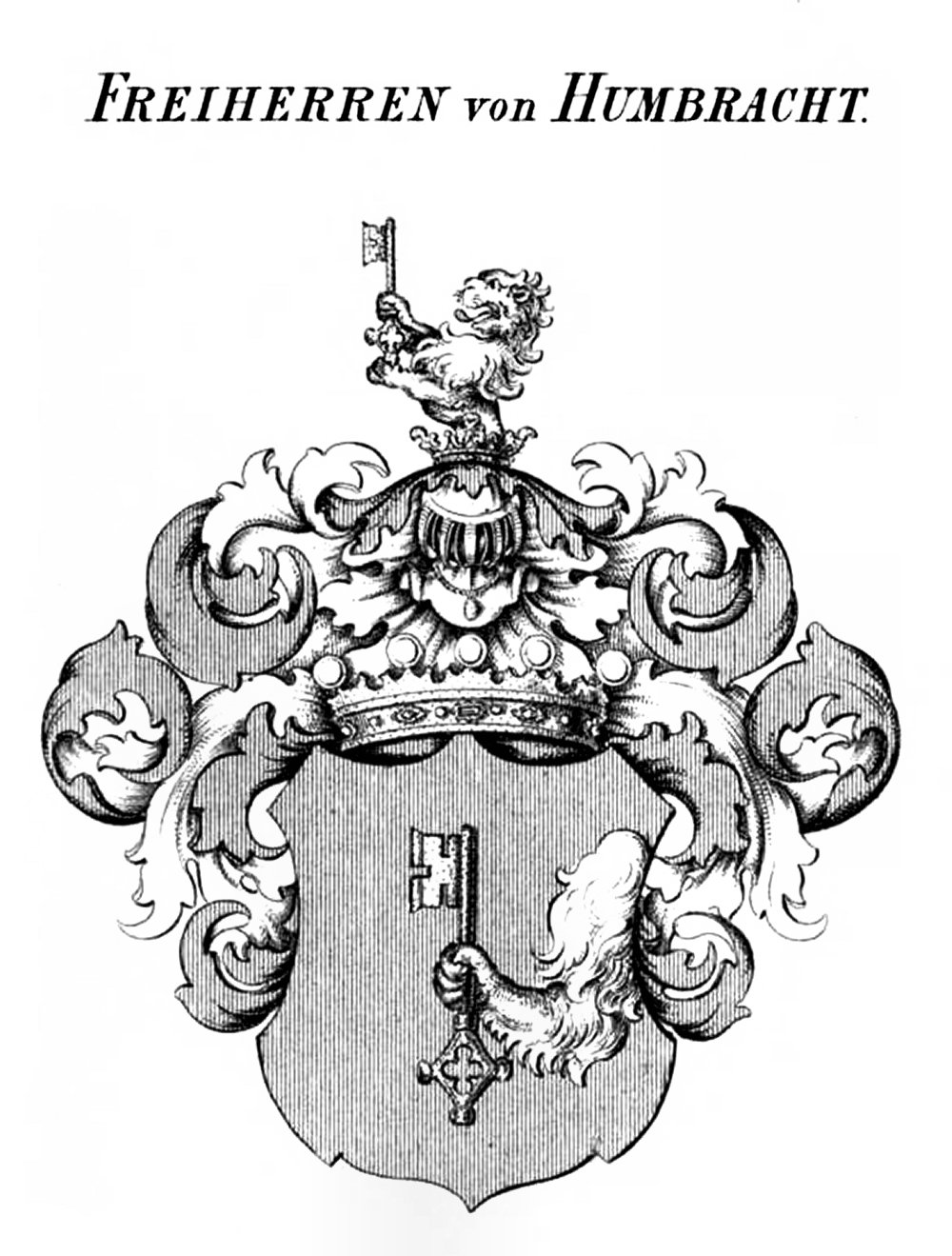
Wappen der Freiherren von Humbracht, Österreich um 1868

Humbracht war der Name einer Familie von Patriziern in Frankfurt am Main.

## Geschichte
Die Familie geht auf den Goldschmied Martin Humbracht († 1393) zurück, der in älteren Quellen auch als Martin von Spier oder, nach dem zuletzt in Frankfurt bewohnten Haus, als Martin Humbracht zum Schöneck bezeichnet wird. Er stammte aus Speyer und erwarb 1366 durch die Heirat mit der Frankfurter Bürgerstochter „Grede“ das Bürgerrecht. Das Ehepaar lebte zunächst im Haus Petterweil auf dem späteren Römerberg Nr. 36, und dann im Eckhaus Schönstein an der Fahrpforte. Martin Humbracht war als Geldwechsler tätig, wie auch sein Sohn Jeckel Humbracht zu Schönstein († 1420).
Martin Humbrachts Nachfahren heirateten in die Patrizierfamilien Appenheimer und Brun gen. Faut von Monsberg ein, wodurch sie 1416 Eingang in die Adelige Gesellschaft Alten Limpurg fanden. Am 20. Oktober 1430 wurde Rudolf von Humbrachts Adel und Wappen durch König Sigismund erneuert. Zahlreiche Angehörige der Familie nahmen Ämter im Rat der Freien Reichsstadt Frankfurt ein, bis hin zum Bürgermeister. Die Familie gelangte zu erheblichem Wohlstand und unterhielt im 16. Jahrhundert geschäftliche und verwandtschaftliche Beziehungen nach Antwerpen.
Claus Humbracht der Ältere († 1505) stiftete, wahrscheinlich für die Peterskirche, ein Kreuzigungs-Triptychon aus dem Antwerpen der Wende vom 15. zum 16. Jahrhundert. Dieses Werk ist eines von zweien, auf die der Notname des Meisters von Frankfurt zurückgeht. Das Altarbild zeigt auf den Seitenflügeln links den heiligen Nikolaus mit Claus Humbracht und männlichen Mitgliedern der Stifterfamilie, und rechts die heilige Margareta mit Claus’ Ehefrau Greda, geborene Faut von Monsberg († 25. September 1501), und den Töchtern. Das Werk befindet sich in der Sammlung des Städelschen Kunstinstituts. Die Universitätsbibliothek Johann Christian Senckenberg besitzt in ihrer Sammlung von Buchmalereien ein zwischen etwa 1500 und 1508 in Antwerpen entstandenes Gebetbuch von Claus Humbracht dem Jüngeren.
Am Wechsel des 17. zum 18. Jahrhundert teilte sich die Familie in eine ältere Linie, begründet von Friedrich Max († 1764), und die von dessen Bruder Hieronymus August († 1739) begründete jüngere Linie. In den folgenden 200 Jahren dienten Mitglieder der Familie als hohe Offiziere im preußischen oder österreichischen Militär.
Zu den herausragenden Angehörigen der Familie Humbracht zählen:
- Conrad von Humbracht (um 1511/12–1582), Kanoniker am Liebfrauenstift, später Frankfurter Politiker
- Johann Hieronymus von Humbracht (1652–1713), Frankfurter Politiker
- Johann Maximilian von Humbracht (1654–1714), Frankfurter Politiker und Genealoge
- Alexander August Christian von Humbracht (1727–1774), österreichischer Offizier und Träger des Maria Theresia-Ordens
- Gottfried Eitel Ludwig von Humbracht (1730–1822), österreichischer Feldmarschallleutnant
- Adolph Carl von Humbracht (1753–1837), mehrmals Älterer Bürgermeister von Frankfurt am Main
- Malvina von Humbracht (1825–1891), Schriftstellerin
- Josef von Humbracht (1859–1932), deutscher Diplomat

Der Frankfurter Zweig der Familie starb 1896 mit Hermann von Humbracht (1818–1896, seit 1883 Freiherr von Humbracht) aus. In Frankfurt erinnert die Humbrachtstraße im Nordend an die Familie. Die 1776 von Maria Philippine von Humbracht, geb. von Glauburg gegründete Humbrachtsche Stiftung zur Unterstützung von Frauen und Fräulein aus dem Hause Limpurg bestand fast 150 Jahre, bis das Stiftungskapital durch die Inflation während der Weimarer Republik aufgezehrt war.

## Wappen
Blasonierung nach dem Biographischen Lexikon des Kaisertums Österreich von 1863: Im rothen Schilde eine aus dem obern linken Seitenrande des Schildes hervorkommende rechts gekehrte Pranke eines silbernen Löwen, welche einen nach oben und rechts gewendeten goldenen Schlüssel aufrecht und etwas schrägrechts hält. Auf dem Schilde steht ein gekrönter Helm, aus dessen Krone ein rechtssehender silberner Löwe aufwächst, welcher in der Vorderpranke einen Schlüssel wie im Schilde hält. Die Helmdecken sind roth und silbern.